# Yuliya Yelistratova
Yuliya Yelistratova (Ovruch, 15 de fevereiro de 1988) é uma triatleta profissional ucraniana.

## Carreira

### Rio 2016
Yuliya Yelistratova disputou os Jogos do Rio 2016, terminando em 38º lugar com o tempo de 2:03:27. 